# 新劇 (日本)
新劇（しんげき）是受歐洲近代演劇影響的日本演劇。相對於舊劇（指歌舞伎）、新派的新演劇之意。當初是以翻譯劇為中心的藝術指向演劇，批判歌舞伎、新派的商業主義。

## 概要
新劇源於明治時代末期，坪內逍遙・島村抱月等人的文藝協會、小山內薰・2代目市川左團次等人的自由劇場是新劇的先驅。關東大震災後，小山內薰・土方与志成立的劇團築地小劇場確立了新劇運動。無產階級演劇運動興盛之際，無產階級演劇也在築地小劇場上演。小山內死後，築地小劇場分裂，之後受到國家彈壓。

## 關連項目
- 現實主義